# Álvaro Mesén
Álvaro Adolfo Mesén Murillo (Alajuela, 24 de dezembro de 1972) é um ex-futebolista costarriquenho que atuava como goleiro.

## Carreira em clubes
Formado nas categorias de base da Alajuelense, chegou a ser escalado como terceira opção para o time principal depois que o titular Alejandro González encerrar a carreira profissional em 1990. Depois da experiência no elenco profissional, Mesén foi "rebaixado" novamente para os juniores antes de iniciar a carreira no Carmelita em 1992. Seu primeiro jogo como atleta profissional em março de 1993, contra o Turrialba.
Após uma temporada nos Carmelos, voltou à Alajuelense em 1993, agora como reserva imediato de José Alexis Rojas, e com a saída deste último antes da temporada 1997–98 tornou-se o novo titular do gol dos Leones. Em 207 jogos pela equipe, marcou um gol. Defendeu ainda Herediano, Brujas e Municipal Liberia antes da aposentadoria, em 2010.

## Seleção
Mesén estreou pela Seleção Costarriquenha em novembro de 1999, num amistoso contra a Eslováquia. Representou os Ticos nas Copas de 2002 e 2006 (ambas como reserva) e em 4 edições da Copa Ouro da CONCACAF (2000, 2002, 2003 e 2005).[carece de fontes?]
A última das 38 partidas disputadas pelo goleiro foi em maio de 2006, contra a República Checa.[carece de fontes?]

## Fora do futebol
Em 2001, Mesén foi nomeado embaixador da FIFA e apoiou a campanha da Marcha Global contra o Trabalho Infantil durante a Copa de 2002.
Formado em Administração de Empresas, assumiu as funções de secretário-geral da Federação Costarriquenha de Futebol entre setembro de 2012, deixando o cargo em fevereiro de 2013.

## Títulos
Alajuelense
- Campeonato Costarriquenho: 1995–96, 1996–97, 1999–00, 2000–01, 2001–02, 2002–03
- Liga dos Campeões da CONCACAF: 2004
- Copa Interclubes da UNCAF: 1996, 2002

Municipal Liberia
- Campeonato Costarriquenho: Torneio de Verão 2009